# ۱۳۸۲ (میلادی)
۱۳۸۲ (میلادی) هزار و سیصد و هشتاد و دومین سال تقویم میلادی است.

## درگذشتگان
‎